# Paulo Lumumba
Paulo Otacílio de Souza, mais conhecido como Paulo Lumumba (Riachuelo, 22 de junho de 1936 — Porto Alegre, 21 de agosto de 2010), foi um futebolista brasileiro que atuou como atacante. Foi ídolo do Grêmio na década de 1960. Jogou ainda no Confiança, São Paulo, Aimoré.

## Carreira
Após começar no Confiança, Paulo Lumumba jogou pelo São Paulo em 1960 e 1961. Participou pelo clube paulista em 63 partidas, com 23 vitórias, 17 empates, 23 derrotas e 29 gols marcados, mas sua grande fase mesmo foi no Grêmio, em um time que dominou o futebol do Sul do Brasil em sua época, com ótimas participações na Taça Brasil.
Foi contratado pelo Grêmio em maio de 1961, conquistando 1 título Sul Brasileiro (1962), 1 Copa Rio da Prata (1968), 6 títulos gaúchos (de 1963 a 1968) e 2 títulos citadinos (1964 e 1965), jogando neste clube até 1968,[carece de fontes?] de onde saiu para o Aimoré, de São Leopoldo.

## Títulos
Grêmio
- Campeonato Gaúcho: 1963, 1964, 1965, 1966, 1967, 1968
- Campeonato Sul-Brasileiro: 1962

Fluminense
- Campeonato Brasileiro: 1970